# Grid (sorozat)
Grid (stilizálva GRID) versenyvideójáték-sorozat, a TOCA sorozat utódja, melyet a Codemasters fejleszt és az Electronic Arts jelentet meg.

## Játékok
| Játék             | Metacritic                                                      |
| ----------------- | --------------------------------------------------------------- |
| Race Driver: Grid | (PC) 87/100 (PS3) 87/100 (X360) 87/100 (DS) 79/100              |
| Grid 2            | (PS3) 82/100 (PC) 80/100 (X360) 78/100                          |
| Grid Autosport    | (iOS) 90/100 (NS) 79/100 (PC) 78/100 (PS3) 75/100 (X360) 75/100 |
| Grid              | (XONE) 79/100 (PC) 74/100 (PS4) 73/100                          |
| Grid Legends      | (PS5) 76/100 (PC) 75/100 (XSXS) 73/100                          |

### Race Driver: Grid(2008)
A Race Driver One munkacím alatt fejlesztett Race Driver: Grid 2008 májusában jelent meg Xbox 360, PlayStation 3 és Windows platformokra. A játéknak 2008 áprilisában egy Java ME-verziója is megjelent, ezt a Spiced Bits fejlesztette és a Glu Mobil jelentette meg. 2008 augusztusában egy Nintendo DS-verzió is megjelent, ezt a Firebrand Games fejlesztette a TOCA sorozat utolsó tagja, a Race Driver: Create & Race alapján. A Grid játéktermi átirata 2010 novemberében jelent meg a Sega jóvoltából. A játék OS X-átiratát a Feral Interactive fejlesztette és jelentette meg 2013 áprilisában. A Grid a Colin McRae: Dirt továbbfejlesztett grafikus motorján fut, több mint 40 valós autót és számos valódi és fikcionális versenypályát tartalmaz. A Race Driver: Grid volt az első versenyjáték, amelyben szerepel „visszatekerés” fukció. A játékot 2016 decemberében kivonták az értékesítésből, azonban ennek ellenére 2020-ban mégis felkerült a ZOOM-Platform.com digitális terjesztési platform kínálatába egy feljavított Windows-verzió. Ezt 2023 márciusában vonták ki az értékesítésből.

### Grid 2(2013)
A Grid 2 2013 májusában jelent meg Windows, PlayStation 3 és Xbox 360, illetve 2014 szeptemberében OS X platformokra. Utóbbit ismét a Feral Interactive fejlesztette és jelentette meg. A játék irányítási modellje radikálisan eltér az elődjéétől. A játék Mono Edition kiadása a 125 000 font sterlinges árával Guinness-rekordot döntött a „legdrágább kereskedelmi forgalomban kapható videojáték (limitált kiadású)” kategóriában. Ebből a kiadásból mindössze egyetlen példányt gyártottak, azt Deadmau5 kanadai lemezlovas vásárolta meg. A játékot 2019 augusztusában kivonták az értékesítésből.

### Grid Autosport(2014)
A fejlesztők a Grid Autosporttal megpróbálták visszavezetni a sorozatot a „hitelesebb versenyjátékok” irányába, mivel a vállalat vezetősége szerint a Grid 2-t a cég rajongótábora nem fogadta olyan jól, mint remélték. A fejlesztők ennek érdekében jelentős módosításokat vezettek be a kezelési modellben, és a játékot egy lecsupaszított, versenyorientált dizájn köré építették fel. A játék 2014 júniusában jelent meg Windows, PlayStation 3 és Xbox 360 platformokra. Ezt 2015 decemberében Linux- és OS X-, 2017 novemberében iOS-, 2019 szeptemberében Nintendo Switch-, illetve 2019 novemberében Android-átiratok követték, melyeket a Feral Interactive fejlesztett és jelentett meg. Ezekből eltávolították a lejárt licencszerződésű autókat és versenypályákat. A játék Linux-, OS X-, Windows-, PlayStation 3- és Xbox 360-verzióját 2019 augusztusában kivonták az értékesítésből, az Android-, az iOS- és a Nintendo Switch-verziója továbbra is elérhető.

### Grid(2019)
A Grid sorozat negyedik része Grid címen jelent meg 2019 októberében Windows, PlayStation 4 és Xbox One, 2019 novemberében Stadia, illetve 2020 októberében Amazon Luna platformokra. A játékot Fernando Alonso tanácsadásával fejlesztették, és egy új, „Nemesis” nevű mesterséges intelligencia-rendszert használ. Az ellenfeleket a 400 különböző mesterséges intelligencia-profil vezérelheti, amelyek mindegyike különböző vezetési stílusokat és viselkedést szimulál. A játék Stadia-verziója a szolgáltatás 2023 januári leállásával játszhatatlanná vált, majd a PlayStation 4-, a Windows- és az Xbox One-verzióját 2023 novemberében kivonták az értékesítésből.

### Grid Legends(2022)
A sorozat ötödik tagja Grid Legends címmel jelent meg 2022 februárjában Windows, PlayStation 4, PlayStation 5, Xbox One és Xbox Series X/S, 2023 januárjában Quest 2, 2023 decemberében macOS, illetve 2024 decemberében iOS és Android platformokra. Utóbbi hármat a Feral Interactive fejlesztette és jelentette meg.

## Fordítás
- Ez a szócikk részben vagy egészben  a   Grid (series) című angol Wikipédia-szócikk ezen változatának fordításán alapul.  Az eredeti cikk szerkesztőit annak laptörténete sorolja fel. Ez a jelzés csupán a megfogalmazás eredetét és a szerzői jogokat jelzi, nem szolgál a cikkben szereplő információk forrásmegjelöléseként.